# Megacriodes itzingeri
Megacriodes itzingeri là một loài bọ cánh cứng trong họ Cerambycidae.